# Ressons-l’Abbaye
Ressons-l’Abbaye ist eine Commune déléguée in der französischen Gemeinde La Drenne mit 132 Einwohnern (Stand 1. Januar 2022) im Département Oise in der Region Hauts-de-France.
Die Gemeinde Ressons-l’Abbaye wurde am 1. Januar 2017 mit La Neuville-d’Aumont und Le Déluge zur Commune nouvelle La Drenne zusammengeschlossen. Sie gehörte zum Arrondissement  Beauvais und zum Kanton Chaumont-en-Vexin.

## Bevölkerungsentwicklung
| Jahr      | 1962 | 1968 | 1975 | 1982 | 1990 | 1999 | 2007 |
| Einwohner | 61   | 73   | 81   | 92   | 80   | 101  | 103  |

## Sehenswürdigkeiten
Siehe auch: Liste der Monuments historiques in La Drenne
- Kirche Notre-Dame, deren Fassade ein Überbleibsel der gleichnamigen Prämonstratenser-Abtei aus dem 13. Jahrhundert ist.

## Persönlichkeiten
- Die Herren von Aumont, die in der Abtei ihre Grablege hatten.